# پیتر گانتسلر
پیتر گانتسلر (دانمارکی: Peter Gantzler؛ زادهٔ ۲۸ سپتامبر ۱۹۵۸) بازیگر و کارگردان فیلم اهل دانمارک است.
از فیلم‌ها یا برنامه‌های تلویزیونی که وی در آن نقش داشته‌است، می‌توان به ۳۳ صحنه از زندگی، وثیقه، رئیس همه، زبان ایتالیایی برای مبتدی‌ها، دلقک، جنتلمن، و آخرین پادشاهی اشاره کرد.